# Centroina dorrigo
Centroina dorrigo là một loài nhện trong họ Lamponidae. Loài này được phát hiện ở Nieuw-Zuid-Wales.